# Наместников, Владислав Евгеньевич
Владисла́в Евге́ньевич Наместников (род. 22 ноября 1992, Воскресенск, Московская область) — российский хоккеист, выступающий за клуб НХЛ «Виннипег Джетс». Мастер спорта России международного класса (2017).
Владислав и его отец Евгений — первые в истории России отец и сын, выступавшие в НХЛ.

## Карьера

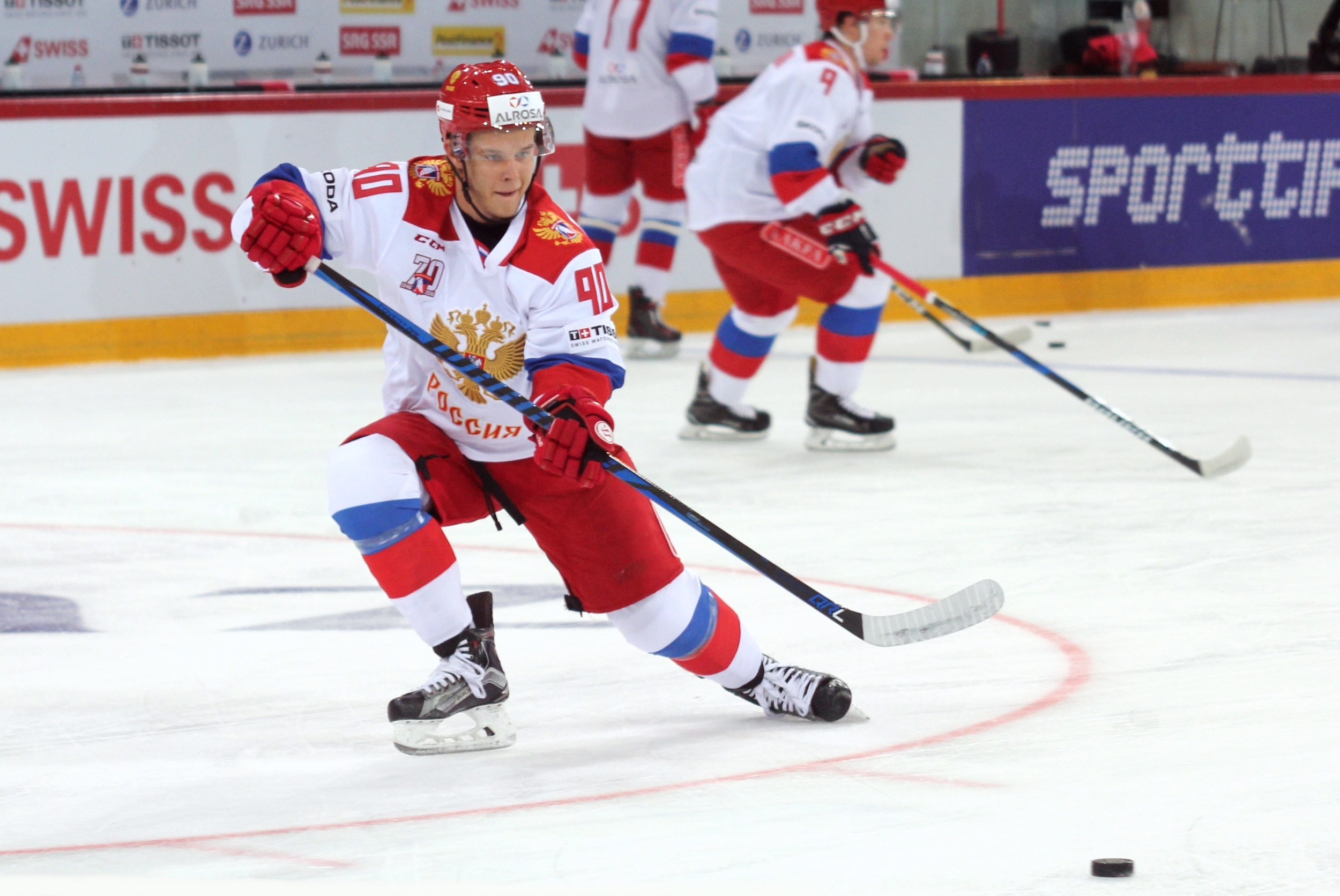
Наместников в составе сборной России в 2017 году

Семья Наместниковых переехала в США в 1993 году, сначала остановившись в Солт-Лейк-Сити. Когда Наместникову было 8 лет, он вернулся в Воскресенск, чтобы отточить своё мастерство. Владислав дебютировал за воскресенский «Химик» в российской высшей лиге в возрасте 16 лет. Также выступал за юниорские и молодёжные сборные России, в 2010 году принял участие в чемпионате мира среди юниоров, набрав 7 очков в 7 матчах.
В 2010 году был выбран на драфте ОХЛ командой «Лондон Найтс». Также Наместников был выбран на драфте юниоров КХЛ 2011 года под 11-м номером командой «Торпедо» (Нижний Новгород), но он сказал: «Я не поеду туда играть». В составе «Лондон Найтс» провёл два сезона, став в 2012 году чемпионом ОХЛ.
В первом раунде драфта НХЛ 2011 года Владислав был выбран под общим 27-м номером клубом «Тампа-Бэй Лайтнинг». В 2012 году подписал с клубом трёхлетний контракт новичка. С сезона 2012/13 выступает за фарм-клуб «Тампы-Бэй» в АХЛ «Сиракьюз Кранч». Первый матч в НХЛ в составе «Тампы-Бэй» провёл 8 февраля 2014 года против «Детройта». Свой первый гол в НХЛ забил 13 октября 2014 года в игре против «Монреаль Канадиенс». 17 июля 2015 года «Тампа-Бэй» продлила контракт с Наместниковым на один год. Соглашение носит двусторонний характер.
15 января 2016 года оформил свой первый хет-трик в НХЛ, забив три шайбы в ворота «Питтсбург Пингвинз», включая гол в овертайме.
2 марта 2016 года Владислав Наместников был включён в состав сборной России по хоккею для участия в Кубке мира 2016, который проводи́лся в Торонто.
27 июля 2016 года подписал с «Тампой» новый 2-летний контракт на сумму чуть менее $2 млн.
Сезон 2016/17, как и вся команда, провёл не очень удачно, набрав лишь 28 очков в 74 матчах, а «Тампа» не смогла пробиться в плей-офф. При этом после окончания сезона в НХЛ был вызван Олегом Знарком на чемпионат мира в сборную России. На турнире сыграл во всех матчах и завоевал бронзовые награды.
Следующий сезон начал в первом звене «Болтс» вместе с Никитой Кучеровым и Стивеном Стэмкосом, а также в первой бригаде большинства, которая долгое время была лучшей в лиге. Отыграв за «Тампу» 62 матча обновил все личные бомбардирские рекорды: 44 очка, 20 голов и 24 голевые передачи. Но в дедлайн, 26 февраля 2018 года, стал частью обмена между «Лайтнинг» и «Нью-Йорк Рейнджерс». За «Рейнджерс» в первом же матче против «Ванкувера» набрал 2 очка (1+1). Но концовку сезона за «Рейнджерс» сыграл неудачно, набрав в следующих 18 матчах всего 2 очка (1+1).
7 октября 2019 года «Рейнджерс» обменяли Наместникова в «Оттаву Сенаторз» на защитника Ника Эберта и выбор в 4-м раунде драфта 2021 года. 24 февраля 2020 года «Оттава», занимая 15-е место в Восточной конференции, обменяла Наместникова в «Колорадо» на право первого выбора в 4-м раунде драфта 2021 года.
11 октября 2020 года подписал 2-летний контракт с «Детройт Ред Уингз» на 4 млн долларов.
21 марта 2022 года был обменян в «Даллас Старз» на выбор в 4-м раунде драфта 2024 года.
13 июля 2022 года вернулся в «Тампу-Бэй Лайтнинг», подписав однолетний контракт на 2,5 млн долларов.
1 марта 2023 года был обменян в «Сан-Хосе Шаркс» на американского форварда Майки Эйссимонта. Не сыграл за «Шаркс» ни одной игры и два дня спустя был обменян в «Виннипег Джетс» на выбор в 4-м раунде драфта 2025 года. «Джетс» стали седьмым клубом НХЛ в карьере Наместникова.
18 октября 2024 года набрал 4 очка (1+3) в игре против «Сан-Хосе Шаркс» (8:3). Второе очко в этом матче стало 300-м для Наместникова в НХЛ.
22 февраля 2025 года Наместников подписал двухлетний контракт с «Виннипег Джетс» на сумму $6 млн.

## Семья
Владислав Наместников вырос в спортивной семье, тесно связанной с хоккеем. Его отец, Евгений Наместников, в 1993—2000 годах выступал в НХЛ (всего 43 матча). Мать — сестра хоккеиста Вячеслава Козлова, дочь хоккеиста и тренера Анатолия Козлова. Дядя — также хоккеист, Иван Новосельцев. Ещё один дядя Олег Наместников — хоккеист и тренер. Младший брат Макс также хоккеист. В детстве посещал игры «Детройт Ред Уингз», где в то время выступал его дядя Вячеслав Козлов, не раз бывал в раздевалке команды, познакомился с игроками, в том числе с Стивом Айзерманом (генменеджером «Тампы» с 2010 по 2018 годы).

## Статистика
| Легенда | Легенда                    | Легенда | Легенда                   | Легенда | Легенда    |
| ------- | -------------------------- | ------- | ------------------------- | ------- | ---------- |
| И       | Количество проведённых игр | Штр     | Штрафное время            | +/−     | Плюс-минус |
| Г       | Голы                       | П       | Голевые передачи          | О       | Очки       |
| -       | Статистика неизвестна      | —       | Статистика не учитывалась |         |            |